# Hubert Caldwell
Hubert Caldwell   (Oakland, 26 de desembre de 1907 - Oakland, 9 d'agost de 1972) fou un remer estatunidenc que va competir durant la dècada de 1920.
El 1928 va prendre part en els Jocs Olímpics d'Amsterdam, on disputà la prova del vuit amb timoner del programa de rem, en què guanyà la medalla d'or.